# HMS Fury (H76)
«Ф'юрі» (H76) (англ. HMS Fury (H76) — військовий корабель, ескадрений міноносець типу «F» Королівського військово-морського флоту Великої Британії за часів Другої світової війни.

## Історія створення
«Ф'юрі» був закладений 19 травня 1933 на верфі компанії J. Samuel White, Коуз. 18 травня 1935 РОКУ увійшов до складу Королівських ВМС Великої Британії.